# Malapterurus cavalliensis
Malapterurus cavalliensis és una espècie de peix de la família dels malapterúrids i de l'ordre dels siluriformes.

## Morfologia
- Els mascles poden assolir 12,2 cm de llargària total.
- Nombre de vèrtebres: 41.[1][2]

## Distribució geogràfica
Es troba a Àfrica: Costa d'Ivori.